# Departamento de Tarma
El departamento de Tarma fue el antecesor del actual departamento de Junín, creado en la época de la Independencia del Perú.

## Historia
El 12 de febrero de 1821, por mandato del llamado "Reglamento Provisorio", en Huaura se crea el Departamento de Tarma, integrado por sobre la base de la Intendencia de Tarma, circunscripción territorial del virreinato del Perú. El nuevo departamento sólo estuvo conformado por las provincias de Tarma y Jauja ya que las provincias norteñas de la antigua intendencia (Conchucos, Huaylas, Huamalíes, Huánuco y Cajatambo) fueron agrupadas en el departamento de Huaylas. Se mantuvo como capital de este departamento a la ciudad de Tarma. La fundación política de esta demarcación fue ejecutada por el Libertador José de San Martín.
El 4 de noviembre de 1823, durante el gobierno de José Bernardo de Tagle, se dispone la unión de los territorios de los departamentos de Tarma y Huaylas nombrándosele como "departamento de Huánuco", precursor del actual departamento homónimo. Esta decisión marcó el fin de esta circunscripción. Sin embargo, ese territorio volvería a existir como una circunscripción autónoma al poco tiempo.
En efecto, Luego de dos años y nueve meses, el dictador Simón Bolívar por Decreto Ley del 13 de septiembre de 1825 dispuso la separación de las provincias de Huaylas, Conchucos y Cajatambo (con las que creó nuevamente el departamento de Huaylas) y cambiaría el nombre al departamento bautizándolo como "Departamento de Junín", como homenaje a la batalla ganada al ejército realista en estas zonas que pertenecían en ese momento a la circunscripción tarmeña. Posteriormente, la riqueza de Cerro de Pasco influyó para que esta ciudad se impusiera como cabeza del departamento.